# Lumière froide (roman)
Lumière froide (titre original : Cold Light) est un roman de John Harvey publié en 1994 en Angleterre et en 1999 en France dans la collection Rivages/Noir avec le numéro 337. 
Après Cœurs solitaires, Les Étrangers dans la maison, Scalpel, Off Minor et Les Années perdues, c'est le sixième où l'on retrouve le personnage de Charles Resnick, désormais inspecteur principal de police d’origine polonaise au commissariat de Nottingham.

## Résumé
Dans la période de Noël, il n’y a  pas de trêve pour les crimes et délits. À Nottingham, la vie continue comme à son habitude : un chauffeur de taxi agressé, une femme en état d’ivresse arrêtée pour désordre sur la voie publique, un garçon blessé victime probable de violences paternelles… La routine jusqu’à la disparition suspecte d’une jeune femme. Une cassette reçue confirme à Charles Resnick qu’il s’agit bien d’un enlèvement et que son auteur est un psychopathe.

## Prix et récompenses
Lumière froide a reçu le grand prix du roman noir étranger de la ville de Cognac en 2000.

## Note et référence
1. ↑  Catalogue BNF
2. ↑  Polar.org